# یواس‌اس کالیپسو (۱۸۶۳)
یواس‌اس کالیپسو (۱۸۶۳) (به انگلیسی: USS Calypso (1863)) یک کشتی بود که طول آن ۱۷۵ فوت ۲ اینچ (۵۳٫۳۹ متر) بود.